# 田村町桜ケ丘
田村町桜ケ丘（たむらまち さくらがおか）は、福島県郡山市の町丁である。郵便番号は963-0723。

## 地理
郡山市南東部の田村地区に属する。北で田村町上行合、東で田村町手代木、南で田村町大善寺、西で田村町金屋とそれぞれ隣接する。大安場古墳北側の高台に造成された住宅地を周辺の大字より分離新設した地区である。地区内を東西に貫く市道南山田田ノ保線を境に北側が一丁目、南側が二丁目となっている。田村町大善寺に所在する郡山警察署田村駐在所及び田村町岩作に所在する郡山消防署田村分署がそれぞれ管轄にあたる。

## 世帯数と人口
2024年1月1日現在の世帯数と人口は以下の通りである。
| 大字         | 世帯数  | 人口   |
| ------------ | ------- | ------ |
| 田村町桜ケ丘 | 476世帯 | 1506人 |

## 小・中学校の学区
市立小・中学校に通う場合、学区は以下の通りとなる。
| 番地 | 小学校             | 中学校             |
| ---- | ------------------ | ------------------ |
| 全域 | 郡山市立高瀬小学校 | 郡山市立高瀬中学校 |

## 交通

### 道路
- 郡山市道南山田田ノ保線

## 施設
- 桜ケ丘公園
- 桜ケ丘二丁目公園
- 大安場公園